# Bagdads universitet
Bagdads universitet är ett universitet i Irak.   Det ligger i distriktet Al Rusafa och provinsen Bagdad, i den centrala delen av landet, i huvudstaden Bagdad. Jamiyat Baghad ligger 32 meter över havet.